# Katholieke Kerk in Liechtenstein

Liechtenstein

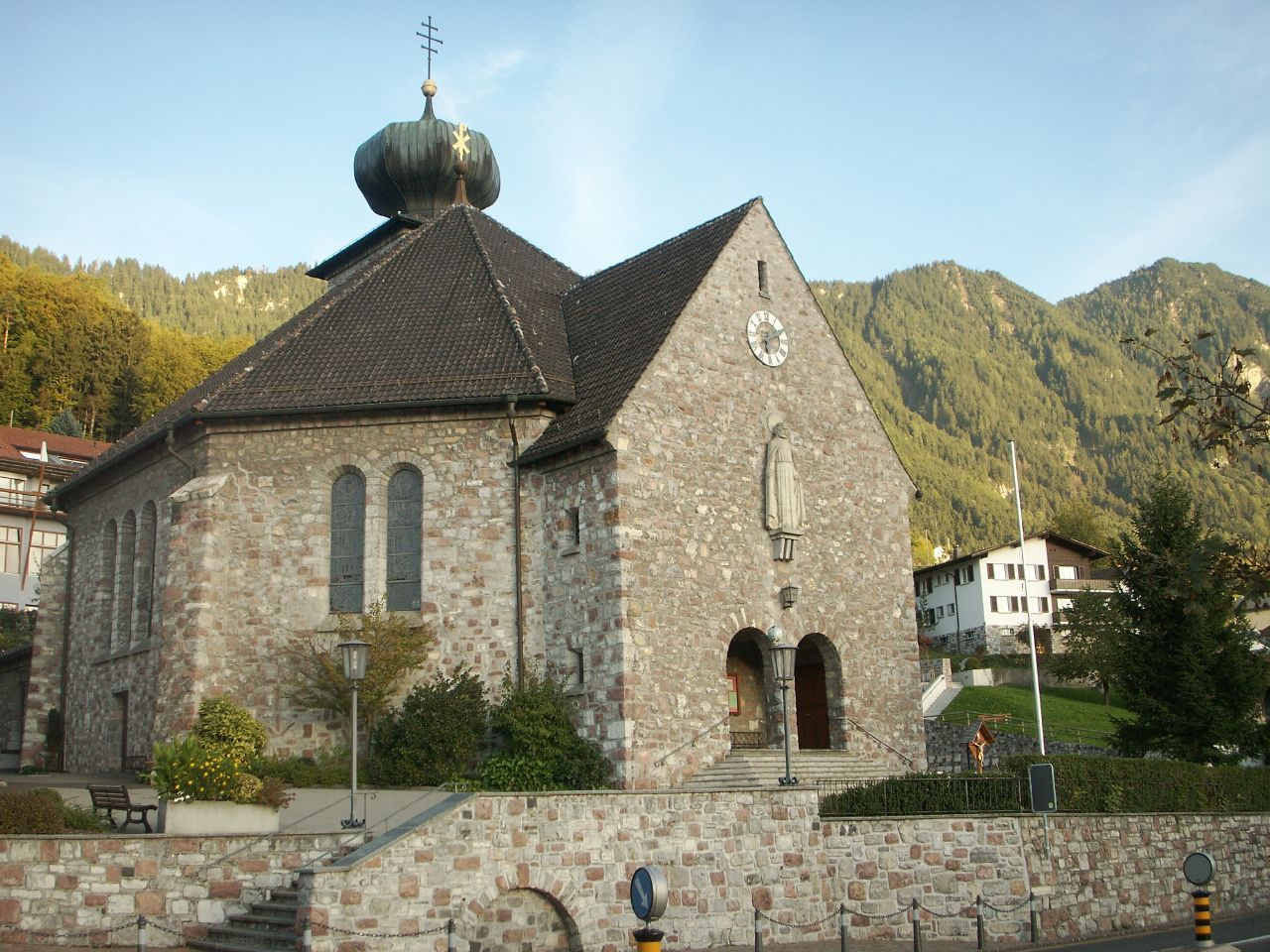
St Jozef-kerk in Triesenberg

De Katholieke Kerk in Liechtenstein maakt deel uit van de wereldwijde Katholieke Kerk, onder het leiderschap van de paus en de Curie.
Meer dan 80 % van de bevolking is katholiek. De Katholieke Kerk speelt er een belangrijke rol in de maatschappij en is een bindende factor.
Apostolisch nuntius voor Liechtenstein is aartsbisschop Martin Krebs, die tevens nuntius is voor Monaco en Zwitserland.

## Bestuurlijke indeling
Er is één aartsbisdom, het Aartsbisdom Vaduz, dat direct afhangt van de H. Stoel.
Albanië · Andorra · Armenië · Azerbeidzjan · België · Bosnië en Herzegovina · Bulgarije · Cyprus · Denemarken · Duitsland · Estland · Finland · Frankrijk · Georgië · Griekenland · Groot-Brittannië · Hongarije · IJsland · Ierland · Italië · Kazachstan · Kroatië · Letland · Liechtenstein · Litouwen · Luxemburg · Malta · Moldavië · Monaco · Montenegro · Nederland · Noord-Macedonië · Noorwegen · Oekraïne · Oostenrijk · Polen · Portugal · Roemenië · Rusland · San Marino · Servië · Slovenië · Slowakije · Spanje · Tsjechië · Turkije · Vaticaanstad · Wit-Rusland · Zweden · Zwitserland